# Nikita (Loulias)
Nikita, imię świeckie Nikitas Loulias (ur. 22 czerwca 1955 w Tampie) – amerykański duchowny prawosławny pochodzenia greckiego, arcybiskup Tiatyry i Wielkiej Brytanii.

## Życiorys
Chirotonię biskupią przyjął 14 grudnia 1996, z tytułem metropolity Hongkongu i południowo-wschodniej Azji. 12 stycznia 1997 r. odbyła się jego intronizacja. Od 2007 jest dyrektorem patriarszego Instytutu Prawosławnego im. patriarchy Atenagorasa w Berkeley i arcybiskupem dardanelskim.
W czerwcu 2016 r. uczestniczył w Soborze Wszechprawosławnym na Krecie.
12 czerwca 2019 decyzją Świętego Synodu Konstantynowskiego Kościoła Prawosławnego został wybrany arcybiskupem Tiatyry i Wielkiej Brytanii.